# Gunnar Orre & C:o Dragspelsfabrik
Gunnar Orre & C:o Dragspelsfabrik, Älvdalen var en svensk fabrik som tillverkade dragspel i Älvdalen. Fabriken grundades 1930 av Gunnar Orre, Sven Hillring och Algot Bengtsson. Tillverkningen upphörde 1932.

## Historia
Gunnar Orre, Sven Hillring och Algot Bengtsson slutade år 1930 på AB Albin Hagström. De skulle tillsammans starta en egen tillverkning av dragspel. Orre ägde ett hus i Rot utanför Älvdalen och där började de sin tillverkning av dragspel. Den person som tog på sig att sälja dragspeln var Gustav Estenberg i Väse utanför Älvdalen. Estenberg hade tidigare importerat dragspel från den finska dragspelstillverkare OY Harmonikka, Kouvola med märket Neco. Estenberg föreslog att man skulle använda samman namn till Orres dragspel fast med stavningen Necco. Dragspelsn kom även att säljas av Axel Sjöholm, Leksboda fast med namnet Sjöholm Special. Dragspelsfabriken upphörde med tillverkning 1932.

## Tillverkning
Dragspelsfabriken tillverkade 5 radiga knappdragspel och pianodragspel. Stämmorna till dragspelen importerades från Tyskland och Italien. Bälgarna tillverkades på den gamla dragspelsfabriken i Arbrå. Firman kom att tillverka omkring 100 dragspel.

### Medarbetare
Arbetarna bestod till en början av Gunnar Orre (1907-1990), Sven Hillring och Algot Bengtsson. Senare anslöt även Orres bror Lennart (1914-2004).